# Helmut Ogiermann
Helmut Aloisius Ogiermann (* 29. März 1910 in Zabrze; † 25. Mai 1995 in Frankfurt am Main) war ein deutscher Philosoph.

## Leben
Er studierte ab 1929 Theologie und trat in die Gesellschaft Jesu ein. Ab 1931 studierte er Philosophie in Valkenburg aan de Geul. 1939 wurde er zum Priester geweiht. Er promovierte 1947 an der Pontificia Università Gregoriana. 1957 habilitierte er sich an der PTH Sankt Georgen, wo er bis zu seiner Emeritierung als Philosophiedozent lehrte.

## Schriften (Auswahl)
- Hegels Gottesbeweise. Rom 1948, OCLC 744660051.
- Materialistische Dialektik. Ein Diskussionsbeitrag. München 1958, OCLC 1075300100.
- „Es ist ein Gott“. Zur religionsphilosophischen Grundfrage. München 1981, ISBN 3-87056-029-0.

| Personendaten    | Personendaten              |
| ---------------- | -------------------------- |
| NAME             | Ogiermann, Helmut          |
| ALTERNATIVNAMEN  | Ogiermann, Helmut Aloisius |
| KURZBESCHREIBUNG | deutscher Philosoph        |
| GEBURTSDATUM     | 29. März 1910              |
| GEBURTSORT       | Zabrze                     |
| STERBEDATUM      | 25. Mai 1995               |
| STERBEORT        | Frankfurt am Main          |